# Corralito Dos Pazotal
Corralito Dos Pazotal är en ort i Mexiko.   Den ligger i kommunen San Cristobal De Casas och delstaten Chiapas, i den sydöstra delen av landet, 800 km öster om huvudstaden Mexico City. Corralito Dos Pazotal ligger 2 426 meter över havet och antalet invånare är 110.
Terrängen runt Corralito Dos Pazotal är huvudsakligen kuperad, men västerut är den bergig. Runt Corralito Dos Pazotal är det tätbefolkat, med 459 invånare per kvadratkilometer. Närmaste större samhälle är San Cristóbal de las Casas, 6,8 km nordväst om Corralito Dos Pazotal. I omgivningarna runt Corralito Dos Pazotal växer i huvudsak städsegrön lövskog.